# Крриш
«Крриш»  (хинди कृष, Krrish) — индийский фантастический фильм режиссёра Ракеша Рошана, выпущенный в прокат 23 июня 2006 года. Является сиквелом фильма «Ты не одинок» и имеет продолжение под названием «Крриш 3».

## Сюжет
Кришна Мехра — сын Рохита Мехра, вундеркинда, сверхъестественные способности которого появились после встречи с инопланетянином по имени «Джаду». Эти способности не обошли стороной и Кришну. Рохит Мехра же оказался в плену у коварного доктора Ария. Для того, чтобы уберечь своего внука от злых глаз, бабушка Кришны увозит его в далёкое село.
Но волею судьбы Кришна, уже повзрослев и окрепнув, приезжает в Сингапур, где многие годы лежал в заточении его отец.
Одновременно с приездом Кришны, на глазах у населения города появляется таинственный герой в маске, которого именуют Крриш.

## В ролях
- Ритик Рошан — Кришна Мехра / Крриш и его отец Рохит Мехра.
- Насируддин Шах — доктор Сидхант Арья, антагонист.
- Приянка Чопра — журналистка Прия, возлюбленная Кришны.
- Рекха — Соня Мехра, бабушка Кришны и мать Рохита.
- Мишра Манини — Хани, подруга и коллега Прии.
- Шарат Саксена — Викрам Сингх, старый друг и коллега Рохита.
- Арчана Пуран Сингх — босс Прии и Хани.
- Бинь Ся — Кристиан Ли, циркач и друг Кришны.
- Хемант Панди — Бахадур, местный гид и друг Кришны.
- Пунит Иссар — Кумал Сингх, глава лагеря.

## Саундтрек
Вся музыка написана Раджешем Рошаном.
| №                   | Название                    | Исполнители                 | Длительность |
| ------------------- | --------------------------- | --------------------------- | ------------ |
| 1.                  | «Pyar Ki Ek Kahani»         | Сону Нигам, Шрея Гхошал     | 6:28         |
| 2.                  | «Koi Tumsa Nahin»           | Сону Нигам, Шрея Гхошал     | 6:15         |
| 3.                  | «Chori Chori Chupke Chupke» | Удит Нараян, Шрея Гхошал    | 6:28         |
| 4.                  | «Dil Na Diya»               | Кунал Гейнджавала           | 5:54         |
| 5.                  | «Main Hoon Woh Aasman»      | Рафакат Али Хан, Алка Ягник | 6:40         |
| 6.                  | «Big Band Mix»              | Сону Нигам, Шрея Гхошал     | 6:01         |
| 7.                  | «Mystic Love Mix»           | Рафакат Али Хан, Алка Ягник | 5:12         |
| Общая длительность: | Общая длительность:         | Общая длительность:         | 42:58        |

## Награды
- Национальная кинопремия за лучшие спец-эффекты — EFX[4]
- Filmfare Award за лучшую фоновую музыку — Салим-Сулейман[5]
- Filmfare Award за лучшую постановку боевых сцен — Чэн Сяодун, Шам Каушал[5]
- Filmfare Award за лучшие спецэффекты — EFX[5]